# Pseudodaphnella excellens
Pseudodaphnella excellens is een slakkensoort uit de familie van de Raphitomidae. De wetenschappelijke naam van de soort is voor het eerst geldig gepubliceerd in 1913 door G. B. Sowerby III.